# Шпилюк Олександр Семенович
Олекса́ндр Семе́нович Шпилю́к  (відомий як А́лік Шпилю́к) — український кінокритик та кінознавець, діяч кіноіндустрії.

## Життєпис
Директор програм Фестивалю анімаційних фільмів «КРОК», куратор показів. Був одним із засновників київського кіноклубу «Діалог» у 1988 році. З 1990 по 1999 рік працював у дирекції МКФ «Молодість» (координатор програм, а згодом директор програм). З 2000 по 2007 рік — заступник головного редактора журналу «KINO-КОЛО»; лінійний продюсер двох шведських документальних фільмів.
З 2007 по 2009 рік — заступник генерального директора з міжнародних зв'язків мережі кінотеатрів «Мультиплекс-холдинг».
З 2009 року — секретар правління Національної спілки кінематографістів України, голова Міжнародної комісії. Експерт Міністерства культури і туризму України. До 2014 року — програмний директор, а з 2015 року — програмний консультант Одеського міжнародного кінофестивалю.
Куратор кінопрограм Ґете-Інституті в Києві, Британській Раді в Україні, Французькому Інституті в Україні. Член відбірних комісій та член журі на українських та міжнародних кінофестивалях.
У 2015 році Олександр Шпилюк став одним із ініціаторів відродження кінотеатру українського фільму «Ліра» на базі колишнього кінотеатру імені Чапаєва.
2016 року був серед тих членів Експертної комісії з питань розповсюдження і демонстрування фільмів при «Держкіно», котрі схвалили прокат телесеріалу «Не зарікайся» (у серіалу деякі сцени мають яскраву антидержавну спрямованість, показуючи терористів з ДНР та ЛНР, українців називають «украми», «купкою фашистів», «кривавою хунтою», а Донбас «воює за свободу»). Голова комісії Пилип Іллєнко розпустив експертну комісію наступного дня після голосування.
У 2018 підтримав звернення Європейської кіноакадемії на захист ув'язненого у Росії українського режисера Олега Сенцова